# Siyabonga Nomvethe
Siyabonga Nomvethe (Durban, 2 de desembre de 1977) és un futbolista sud-africà, que ocupa la posició de migcampista atacant i de davanter.
Ha militat en diversos equips del seu país. A Europa, ha competit a Itàlia i a Suècia, així com a Dinamarca.
Ha estat internacional amb el seu país en 72 ocasions, tot marcant 15 gols. Ha estat present al Mundial de 2002.